# Islamische Gemeinschaft in Kurdistan
Die Islamische Gemeinschaft in Kurdistan (kurdisch کۆمه‌لی ئیسلامی له‌ کوردستان Komelî Îslamî le Kurdistan) ist eine islamische Partei im Norden des Irak, die sich im Mai 2001 von der Islamischen Einheitsbewegung Kurdistan abspaltete. Geführt wird die Partei von Mulla Ali Bapir, einem ehemaligen Mitglied der Islamischen Bewegung in Kurdistan. Die Partei hat ihren Sitz in Kurmal und umliegenden Gebieten an der Grenze zum Iran.
Sie galt zumindest bis zum Angriff der Amerikaner im März 2003 als gemäßigt, soll jedoch Verbindungen zur radikalen Gruppe Ansar al-Islam gehabt haben, was von ihr selbst in einer Erklärung vom 11. Oktober 2004 bestritten wurde. In einem Interview 2003 sagte Bapir, die Islamische Gruppe in Kurdistan suche die Gemeinschaft mit allen islamischen, salafistischen und sunnitischen Gruppen.
Die Partei beteiligte sich nicht an der Demokratischen Patriotischen Allianz Kurdistans bei den Wahlen 2005, sondern trat unabhängig an. Sie erhielt 60.000 Stimmen (0,7 %) und zwei Sitze im irakischen Parlament. Nach den Wahlen beteiligte sich die Partei an der Kurdischen Allianz-Fraktion in der Nationalversammlung. Bei den Parlamentswahlen 2010 gewann die Partei erneut zwei Sitze.
Bei der Wahl 2014 gewann sie 3 Sitze.